# Gilkenahalli, Holalkere
Gilkenahalli là một làng thuộc tehsil Holalkere, huyện Chitradurga, bang Karnataka, Ấn Độ.